# Ceratophygadeuon provancheri
Ceratophygadeuon provancheri là một loài tò vò trong họ Ichneumonidae.